# Vogelenburcht

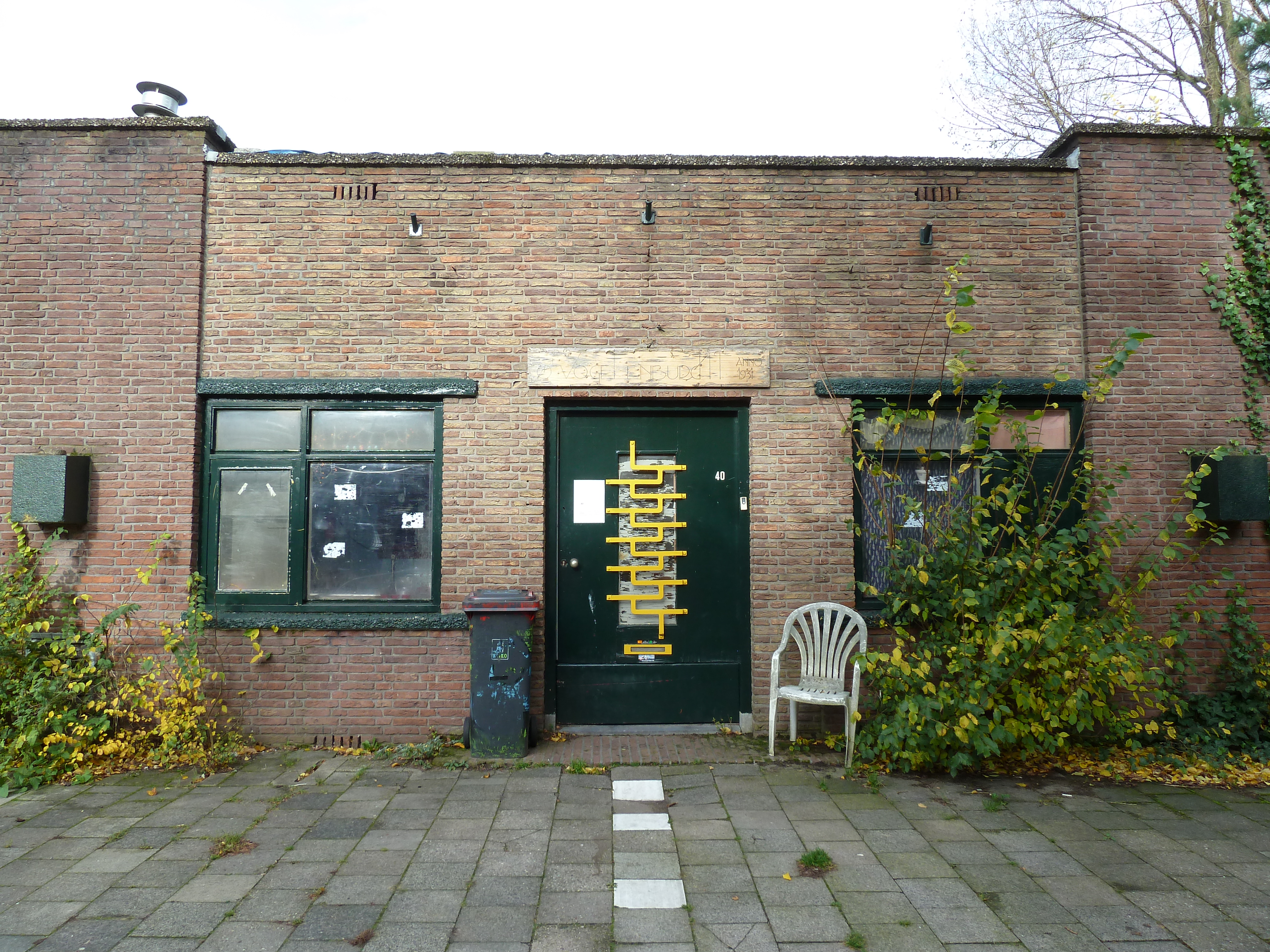
Vogelenburcht anno 2010

De Vogelenburcht is een gebouw in de Nederlandse stad Utrecht dat oorspronkelijk voor de gemeentelijke draadomroep (radiodistributie) werd gebruikt.

## Geschiedenis
In 1929 fuseerden in Utrecht het Gemeente Gasbedrijf (GG) en het Gemeentelijke Electriciteits- en Tram Bedrijf Utrecht (GETU). In 1930 werd de radiodistributie aan dit bedrijf toegevoegd en ontstond het Gas-, Electriciteits-, Tram- en Radiobedrijf Utrecht (GETRU, vanaf rond 1938 GEBRU geheten). Qua cultuur zag in die tijd de "...politieke elite [...] de bioscoop als een gevaar voor jeugdigen tot zestien (later veertien) jaar, waartegen deze beschermd moesten worden door middel van een gemeentelijke verordening. Radiodistributie werd daarentegen door diezelfde elite gezien als een mogelijkheid om verantwoorde vormen van cultuur in brede kring te verspreiden en tegelijk inkomsten voor de stad te genereren."

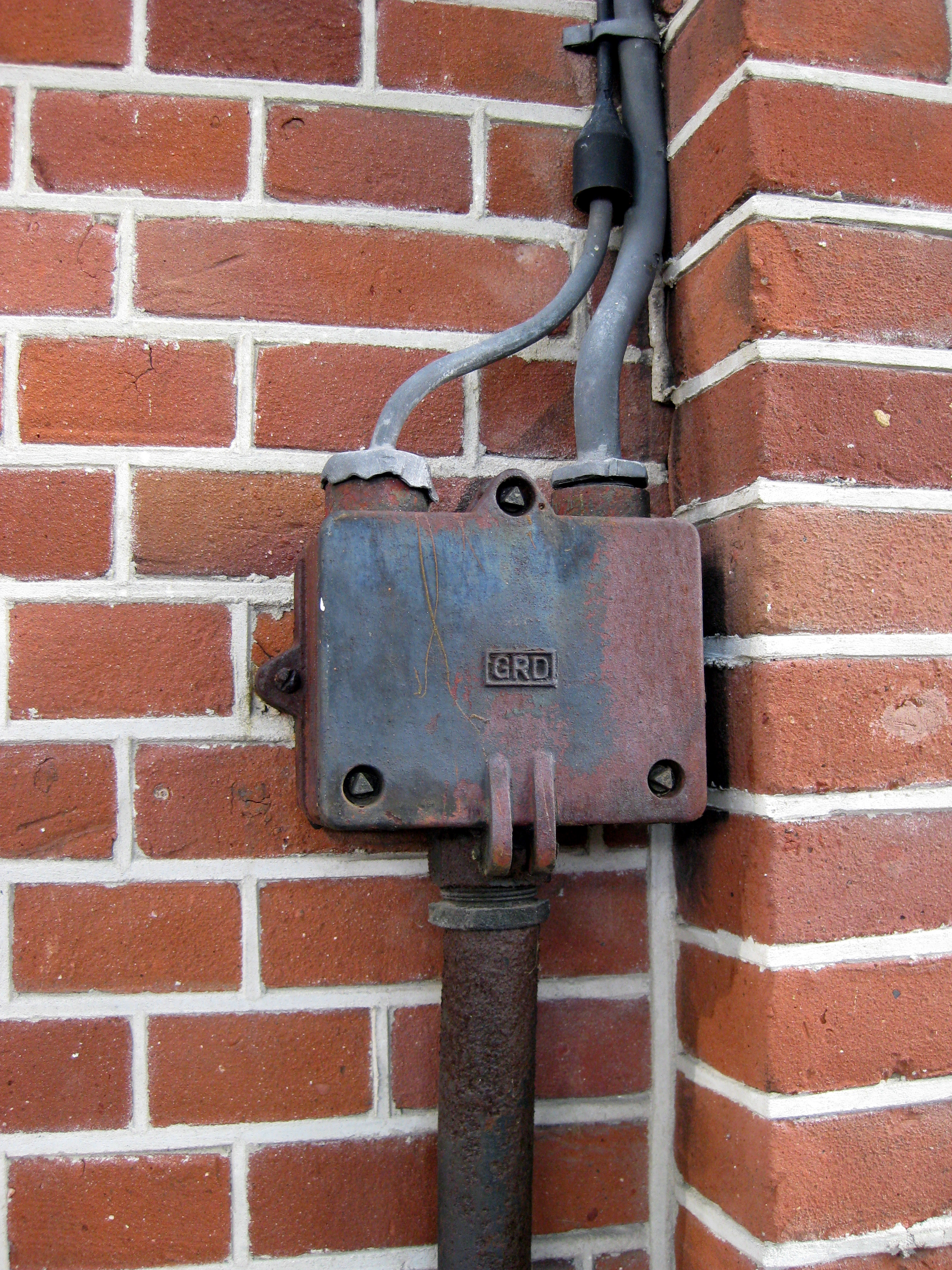
Distributiekastje van de GRD (Gemeentelijke Radio Distributie) in Utrecht.

Als Gebouw voor de Gemeentelijke Radiodistributie werd de Vogelenburcht rond 1930 ontworpen, waarschijnlijk onder leiding van de vooroorlogse Utrechtse stadsarchitect J.I. Planjer, die onder meer bekend is als ontwerper van het Louis Hartlooper Complex te Utrecht. In 1931 werd de Vogelenburcht gebouwd in de stijl van de Amsterdamse School en op 28 oktober van dat jaar geopend. Als locatie fungeerde het voormalige Vaaltterrein aan de Biltsche Grift. Het aantal abonnees van de Utrechtse radiodistributie liep op tot circa 8700 in 1939.
Tijdens de Tweede Wereldoorlog schafte de Duitse bezetter het jeugdverbod op bioscoopbezoek af en in 1943 bepaalde deze dat alle radiodistributienetten in Nederland onder werden gebracht bij de landelijke PTT. Via de Utrechtse radiodistributie werden onder meer toespraken uitgezonden van de burgemeester Ter Pelkwijk en zijn nationaalsocialistische opvolger Van Ravenswaay.
Na mei 1945 bleven de radiodistributie en de Vogelenburcht eigendom van de PTT. Vervolgens werd het pand gebruikt als kantoorruimte voor de Gemeentelijke Gasfabriek die op het terrein van het huidige Griftpark stond, tot deze fabriek in 1960 werd gesloopt. In 1977 werd het pand in gebruik genomen door een buurtvereniging. Het gebouw dankt zijn naam aan deze buurtvereniging, die het gebouw door de ligging in de Vogelenbuurt de naam Vogelenburcht gaf.

### Sloopplannen, kraak en behoud
In 1999 stemde de Utrechtse gemeenteraad in met sloop van het pand. Na een langdurige leegstand werd het echter begin 2006 gekraakt. De krakers bewoonden het pand en er werd wekelijks een veganistisch eetcafé gehouden en verder kunstexposities. Ook probeerden de krakers het pand voor de sloophamer te behoeden. De Vereniging Oud-Utrecht, Erfgoedvereniging Heemschut en de Utrechtse Stichting voor het INdustrieel Erfgoed (USINE) bepleitten vervolgens de Vogelenburcht aan te laten wijzen als gemeentelijk monument. Tot die aanwijzing kwam het niet. Wel trok de gemeenteraad in 2012 de sloopplannen in met als doel het pand te kunnen behouden als te renoveren woonbestemming. In mei 2013 is het pand door de krakers verlaten ten behoeve van renovatie. Rond 2014 vond die plaats waarbij onder meer een contrasterende opbouw op het gebouw is geplaatst.